# HEC Alumni
HEC Alumni é uma organização sem fins lucrativos criada em 1883, associação de ex-alunos da escola de negócios francesa Escola de Altos Estudos Comerciais de Paris (HEC Paris).

## História
A associação de ex-alunos foi fundada em 20 de junho de 1883, 2 anos após a fundação da escola em 1881. No início, chamava-se Association des Anciens Elèves de l'École des Hautes Etudes Commerciales. É regido pela lei de 1º de julho de 1901 e pelo decreto de 16 de agosto de 1901. Em 11 de janeiro de 1900, foi reconhecida como de utilidade pública.
A associação é membro da Conférence des grandes écoles (CGE).

## Propósito
Os seus objetivos, definidos nos seus estatutos, são:
- criar e manter relações amigáveis entre os graduados das entidades HEC Paris;
- vir em auxílio de parceiros que precisam de ajuda;
- disseminar ao público conhecimento técnico relacionado à economia, gestão e negócios;
- contribuir para o desenvolvimento da presença e influência das empresas francesas no exterior e no comércio internacional;
- implementar todos os meios para manter o valor e aumentar a notoriedade, na França e no exterior, das entidades da HEC Paris e dos diplomas concedidos pela escola.

## Publicações
A associação publica uma revista mensal intitulada "HEC stories".
Também publica um diretório anual de ex-alunos.

## Membros
A associação está em colaboração com WATs4U (World Alumni Talents for you) juntamente com outras grandes escolas como Escola Politécnica, CentraleSupélec, etc.

## Presidentes
Emmanuel Chain foi presidente da associação de 2015 a 2018.

## Organização
O Conselho de Administração é composto por 24 membros em 2022, incluindo 22 graduados eleitos, um representante da Escola e um representante da Fundação HEC.